# اندیس خاک صنعتی خشکنات
خاک صنعتی خشکنات یک اندیس غیرفلزی است که در حوالی شهر تاکستان استان قزوین قرار دارد و مادهٔ معدنی موجود در آن، خاک صنعتی است.سنگ میزبان این اندیس سنگهای آتشفشانی ریولیتی و توفهای اسیدی سازند کرج است و دیرینگی آن به دوران ائوسن می‌رسد. 